# Économie sociale et solidaire
Pour les articles homonymes, voir ESS.
L'économie sociale et solidaire (ESS) est la branche de l'économie regroupant les entreprises et les organisations (coopératives, OBNL, associations, mutuelles ou fondations) qui cherchent à concilier activité économique et équité sociale. Du commerce équitable à l'épargne solidaire, en passant par les innovations sociales dans le champ de la protection de l'environnement, de la lutte contre l'exclusion, de la santé ou de l'égalité des chances, l'ESS apporte une réponse à de nombreux enjeux de société contemporains.
L'ESS rassemble donc des organisations très diverses et la définition de son périmètre exact fait encore parfois l'objet de débats (ce que, en France, la loi du 31 juillet 2014 relative à « l'économie sociale et solidaire » dite loi « Hamon » tente de clarifier). Il y a un groupe d'étude à l'Assemblée nationale qui est co-présidé pour la 15e législature par Sarah El Haïry et Anne-Laurence Petel.
C'est par analogie avec le tiers état ou le tiers monde, que ce secteur est parfois désigné comme le tiers secteur. Le premier secteur désigne ici le privé lucratif, et le deuxième secteur le public et parapublic.

## Définitions
L'ESS est un ensemble d'activités socio-économiques qui recouvre les domaines de la production, du commerce et de la consommation. Elle vise à satisfaire les besoins des entités qui en font partie et de la majorité du corps social.
Elle se compose de l'économie sociale, de l'économie solidaire et du secteur privé non lucratif, en opposition au secteur privé lucratif.
L'économie sociale et l'économie solidaire, du fait qu'elles présentent de nombreux chevauchements, sont souvent regroupées sous le terme d' "économie sociale et solidaire" (ESS). Il est difficile de s'y référer avec des définitions complètement distinctes car les projets ESS sont difficiles à séparer. Beaucoup d'entre eux présentent des caractéristiques des deux catégories[source insuffisante].
Le terme « économie solidaire » est plus approprié pour des entreprises qui ont émergé au sein ou en marge de mouvements sociaux apparus durant la crise économique argentine qui a vu l'occupation des usines.
Au contraire, le terme « économie sociale » vient de l'Europe médiane, où les coopératives ont historiquement joué et jouent encore un rôle majeur.
Enfin, le terme « secteur non lucratif » (en anglais non-profit sector) est apparu dans les zones anglophones. Ce qui le différencie de l'ESS, c'est qu'il est associé à l'initiative privée. Il met la dimension collective au second plan et se fonde sur l'incapacité de l'État et du marché à répondre à des besoins sociaux spécifiques.

### Le principe de la double qualité
Selon Jean-François Draperi, la double qualité est un des principes de base de l'économie sociale et solidaire, surtout pour les mutuelles et les coopératives : 

« L’économie sociale désigne l’ensemble des entreprises dans lesquelles le bénéficiaire (ou l’actif) est également sociétaire (c’est-à-dire détenteur du pouvoir en Assemblée générale), selon le principe de double qualité »

. La double qualité signifie donc que les associés sont aussi bénéficiaires. Dans une mutuelle, les assurés sont les assureurs. En effet le fond de garantis est alimenté par les cotisations des assurés.

### Économie sociale
Elle cherche à apporter des solutions pratiques à la pauvreté et à l'exclusion sociale et le fait par le dialogue avec les politiques et les actions de l'État-providence.
De plus, de plus en plus d'acteurs de l'économie sociale sont actifs dans la lutte contre les phénomènes de pauvreté et d'exclusion sociale.
En conclusion, les projets d'économie sociale qui tentent de résoudre les deux problèmes mentionnés ci-dessus peuvent généralement être classés en deux catégories :
- fournir des services de protection sociale, jouer le rôle d'un État-providence en retrait, ce qui est également proposé par l'État lui-même et ses politiques de fourniture de services de santé, de protection sociale et d'assurance, avec pour objectif ultime plusieurs fois l'entrée d'entreprises privées, intérêts à but lucratif ;
- s'attendre à changer les politiques de l'emploi de choix passifs modérés à des politiques de l'emploi dynamiques, où l'accent est mis sur l'employabilité des individus. Dans ces cas, divers programmes et actions d'accompagnement conseil, de formation et de promotion à l'emploi sont mis en œuvre.

L'économie sociale comprend les activités économiques exercées par des entreprises, principalement des coopératives mais aussi d'autres personnes morales, qui sont régies par les principes suivants :
- la priorité est donnée aux membres et à la communauté et aux services qui leur sont rendus et pas seulement à la rentabilité ;
- l'administration est régie par l'autonomie ;
- la prise de décision suit des processus démocratiques ;
- les membres et le travail fourni sont prioritaires dans la répartition des bénéfices, et non dans le capital.

### Économie solidaire
Elle comprend toutes les activités économiques qui visent à démocratiser l'économie à travers la participation directe du plus grand nombre.
Le principe des projets solidaires est que, s'il y a prospérité individuelle, cela ne signifie pas automatiquement qu'elle sera collective. Au contraire, s'il y a prospérité collective, alors elle contribuera aussi à la prospérité individuelle:

« Celui qui prend soin de tout le monde prend aussi soin de lui-même »

En pratique, force est de constater qu'il est difficile de séparer les entreprises dans les catégories précédentes d'organes et de fonctions.
L'ESS comprend les approches institutionnelle et cinématique, tandis que Kavoulakos (2018) tente de formuler un concept synthétique.
D'autres espaces tels que le mouvement coopératif, les biens communs, le mouvement d'autosuffisance, la décroissance, la production entre pairs (réseaux P2P), les instruments financiers et les fonds de placement solidaires, le commerce éthique, etc. Les projets ci-dessus ne sont pas classés comme projets ESS, mais ils sont certainement dans une discussion interactive avec l'ESS et échangent des idées, des ressources, des techniques et des pratiques.
L'économie sociale et solidaire est, par essence, une expérimentation constante, évoluant et développant un modèle différent, un système émergent à travers des réseaux imbriqués qui se développent, mais aussi une nouvelle éthique.

## ESS et travail reproductif

### Le «transfert iceberg» de J. K. Gibson-Graham
La similitude la plus importante entre l'économie sociale et solidaire et le travail reproductif est la tentative de mettre en évidence les différentes activités économiques sur le marché. Le « transfert iceberg » de J. K. Gibson-Graham souligne que si le travail salarié conventionnel est évident, il existe un grand nombre de travaux cachés (en anglais shadow work) ou invisibles, comme le travail reproductif des femmes, qui est considéré comme inférieur. Ainsi, l'objectif des deux approches est de souligner le fait que dans l'économie, il n'y a pas que l'emploi salarié et que seule la relation conventionnelle employeur-employé aurait de la valeur. La valeur, tant dans le cadre de l'économie sociale et solidaire que pour les femmes, qui assument l'essentiel du "travail domestique", est la collectivité, la liberté, l'égalité et le fait que les individus eux-mêmes ressentent du plaisir à travers n'importe quelle occupation.
La première étape pour atteindre l'objectif d'un monde différent, selon J. K. Gibson-Graham, est de réexaminer les différentes relations binaires et hiérarchiques, telles que les rapports homme-femme, public-privé, fort-faible. Avec l'émergence d'alternatives, certaines pratiques cessent d'être considérées comme non négociables et considérées comme acquises. La communauté négligée devient un espace moral et politique de prise de décision, où l'action collective et l'interaction de niveau local avec tout le reste sont importantes.

### La théorie de Federici

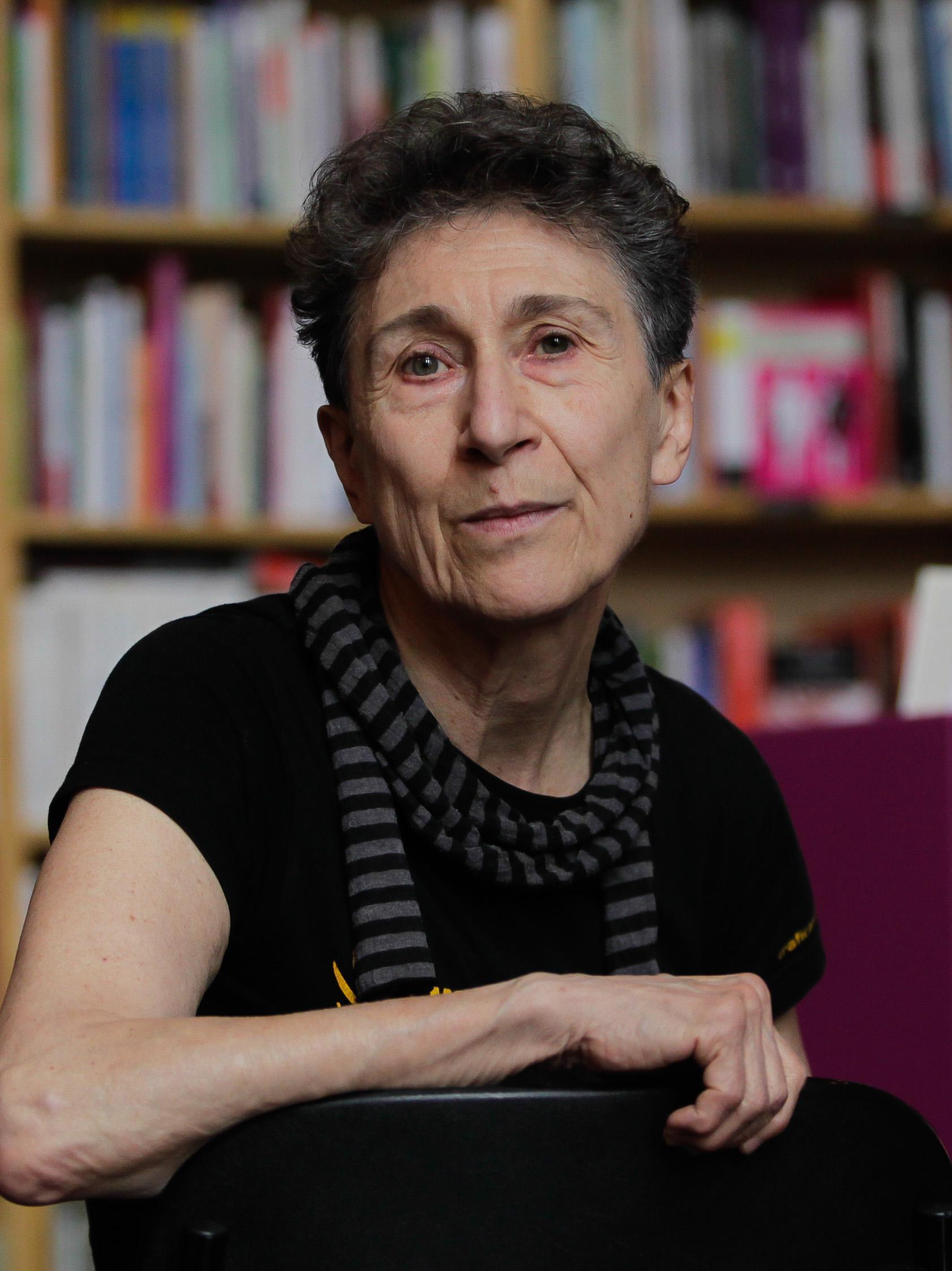
il semble évident que l'espace de l'ESS et le travail de Silvia Federici partagent de nombreux éléments communs.

Silvia Federici soutient que la solution est de reprendre le contrôle des conditions matérielles de production des êtres humains et de créer de nouvelles formes de coopération pour le soin des personnes âgées et des malades, l'éducation des enfants et la protection de l'écosystème. Dans cette optique, les gens pourront comprendre la relation profonde qui existe entre le ménage, l'emploi rémunéré, l'environnement, la culture et la connaissance. Pour pouvoir vivre ensemble dans un monde sans sexe, la vision même et la manière d'être du monde doivent changer radicalement.
Une caractéristique essentielle de l'économie sociale et solidaire est le fait que ses pratiques et ses actions s'éloignent du capitalisme et de l'étatisme. La théorie de Silvia Federici tente donc de déconstruire les aspects du capitalisme du point de vue du genre. Sur la base du travail domestique et du travail reproductif féminin non rémunéré, l'auteur a soutenu que l'émergence du mode de production capitaliste signifiait la dévaluation de la position sociale des femmes.
Le terme travail reproductif, selon elle, ne se réfère pas seulement à l'acte de naissance mais comprend également toutes les activités quotidiennes qui sont nécessaires à la reproduction de la vie elle-même. il comprend tout d'abord les « travaux ménagers », comme cuisiner, nettoyer, laver les vêtements et la vaisselle et élever les enfants. De plus, ce terme fait référence au soin de l'environnement ainsi qu'à d'autres activités qui reproduisent la culture et les connaissances.
Dans le nouveau régime monétaire imposé par le mode de production capitaliste au XIXe siècle, seule la production pour le marché était considérée comme une activité productrice de valeur, tandis que la reproduction des travailleurs cessait même d'être considérée comme du travail. Par conséquent, la signification économique de la force de travail reproductive est devenue invisible ; c'est devenu quelque chose qui n'est pas seulement « naturel » pour les femmes, mais qui leur procure aussi du plaisir. La fonction des femmes en tant que travailleuses domestiques non rémunérées conduit donc à une division du travail fondée sur le sexe, à la différenciation des expériences hommes-femmes et à la distinction entre les sphères publique et privée.
En outre, la principale préoccupation des deux visions est de promouvoir la parité des relations. Les femmes en Grèce, surtout après la crise financière de 2008, participent à des actions politiques non conventionnelles et à des réseaux de solidarité sociale ; elles créent des structures éloignées du mécanisme étatique et donc de la sphère d'action publique masculine. Le travail reproductif, dans ce contexte de fonctionnement, cesse d'être une affaire privée et les enjeux de la vie quotidienne sont mis en lumière. Ainsi, les femmes, par leur participation à des activités économiques alternatives, accèdent au pouvoir et s'opposent au patriarcat, pierre angulaire du capitalisme.

### ESS et égalités hommes-femmes
Un enjeu central de l'ESS, mais peu abordé, concerne les effets sur les femmes : l'ESS peut-elle promouvoir une meilleure égalité entre femmes et hommes, ou au contraire renforcer la domination masculine ? Posée dans une réflexion pionnière de 2003, cette question continue de susciter des débats sans qu'il ne puisse y avoir de réponse définitive et universelle,.
Selon la Loi sur l'ESS de 2014, connue comme la "Loi Hamon", le Conseil supérieur de l'économie sociale et solidaire (CSESS) est tenu d'établir un rapport triennal sur l'égalité entre les femmes et les hommes dans l'économie sociale et solidaire et de formuler ses préconisations.

## ESS et utopie émancipatrice fonctionnelle
Pour Jean-François Draperi, l’économie sociale est un groupement de personnes ayant une activité économique portée par des valeurs d’« engagement volontaire »[réf. nécessaire]. Parmi elle, l’égalité représentée par une gouvernance démocratique (lors des votes 1 personne = 1 voix), la solidarité  où la majorité se dégage, la minorité sui.t ce qui appuie la notion de responsabilité.
Si l’une disparaît, cela ne fonctionne plus. Elle est donc une utopie fonctionnelle émancipatrice.
Jean-Baptiste André Godin en propose le premier modèle en 1889 avec le fameux familistère/phalanstère.